# Sara Blecher
Sara Blecher (née à Gauteng) est une réalisatrice et productrice sud-africaine.

## Biographie
Sara Blecher, née en Afrique du Sud, a déménagé à Brooklyn, New York, avec sa famille en 1981, alors qu'elle avait 12 ans. D'origine juive lituanienne, son héritage familial  imprègne une partie de son travail artistique. Après un court séjour à 'Université de Georgetown, elle a vécu à Paris pendant un an avant de retourner à New York pour étudier le cinéma. Diplômée de  Université de New York, en 1992, elle est retournée en Afrique du Sud. Elle a réalisé des documentaires notables tels que "Surfing Soweto" et "Kobus And Dumile" .
Nommée pour le meilleur réalisateur aux Africa Magic Viewers Choice Awards 2013 grâce à son premier film "Otelo Burning", Sara Blecher a captivé les spectateurs avec l'histoire de Otelo Burning, 16 ans, qui apprend à surfer pendant l'apartheid. Le film a été salué avec 17 prix internationaux. Tourné en zoulou et sous-titré en anglais, il met en vedette Jafta Mamabolo,Thomas Gumede et Tshepang Mohlomi. Forte du succès d'Otelo Burning", Blecher a obtenu un financement de la National Film and Video Foundation (NFVF) pour une  « sélection de films » .
Son deuxième film, Ayanda, a été présenté en avant-première le 10 octobre au BFI London Film Festival 2015, remportant des distinctions internationales au LA Film Festival en 2015. Sara Blecher est mariée et à  trois enfants.

## Filmographie
- 2018 : Mayfair
- 2015 : Disek, Anna
- 2015 : Ayanda
- 2013 : Otelo brûlant
- 2010 : Surfer à Soweto
- 2002 : Kobus et Dumile